# Атлымская культура
Атлымская культура (англ. Atlym culture) — археологическая культура Бронзового века (XII–VIII вв. до н. э.), распространенная в таежной зоне Западной Сибири. Выделена Е.А. Васильевым в 1982. 
Основу хозяйства составляла охота и высокоэффективное рыболовство (с использованием сетей). Материальная культура представлена керамикой. Бронзовые орудия единичны. Могильники неизвестны. В артефактах заметно влияние андроновской культуры. 
Существует версия о трансформации Алымской культуры в Гамаюнскую и, в меньшей степени, Кулайскую. Часть потомков алтымской культуры была вытеснена в районы Приполярного Зауралья (Усть-полуйская культура). 